# Povilaitis
Povilaitis ist ein litauischer männlicher Familienname, abgeleitet von Povilas und bedeutet 'Sohn von Povilas'.

## Namensträger
- Augustinas Povilaitis (1900–1941), litauischer Polizist, Leiter von Valstybės saugumo departamentas
- Stasys Povilaitis (Maler) (* 1943), litauischer Maler und Designer
- Stasys Povilaitis (Sänger) (1947–2015), litauischer Musiker, Sänger und Journalist
- Zigmas Povilaitis  (* 1934), litauischer Politiker, Mitglied des Seimas